# Ajedrez mongol

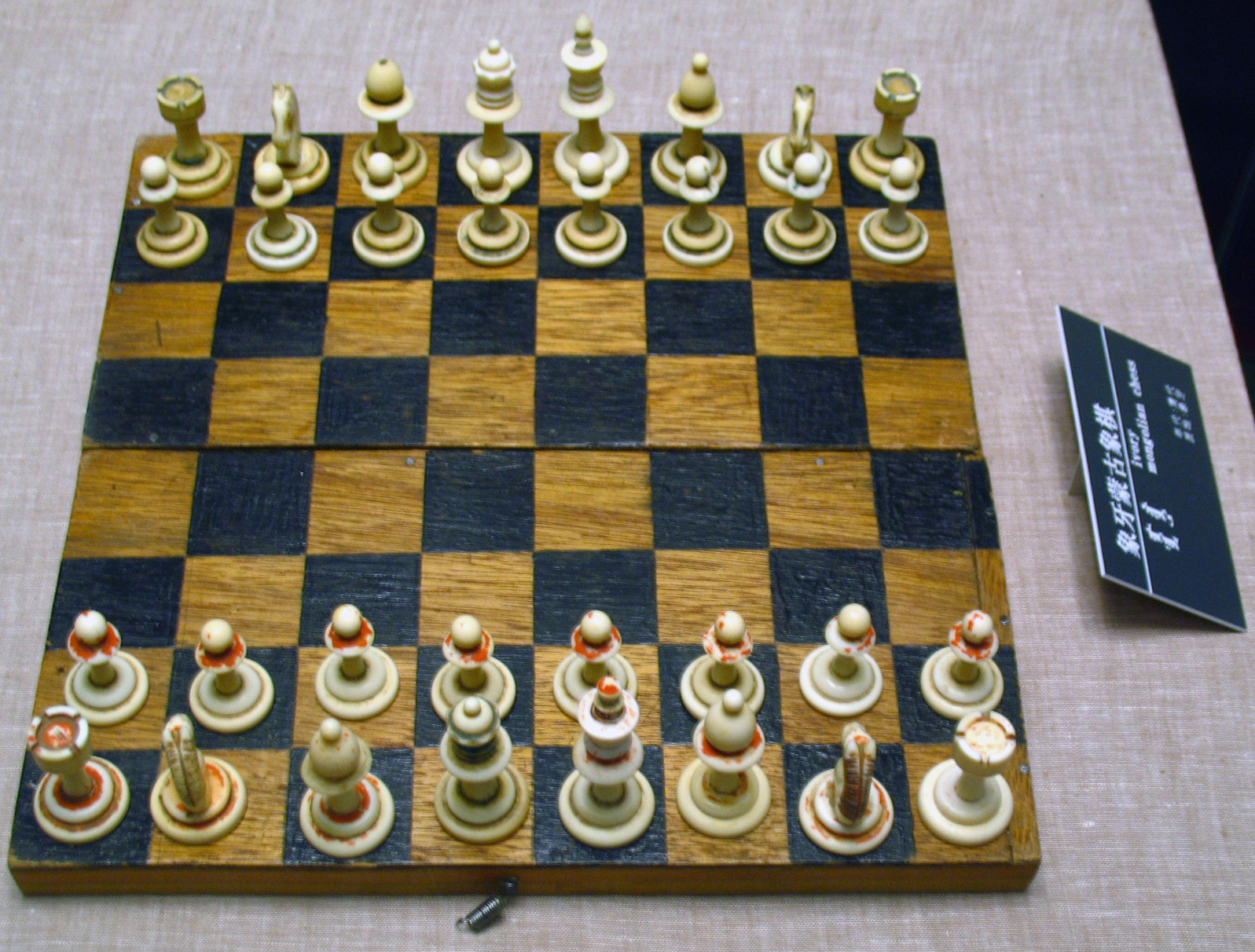
Ajedrez mongol en marfil en el museo nacional de Hulun Buir.

El ajedrez mongol (ᠮᠣᠩᠭᠣᠯ ᠰᠢᠲᠠᠷ᠎ᠠ) es una variante del ajedrez derivada probablemente del Shatranj conocido por la civilización mongol en sus viajes de conquista en la antigüedad, en los que dominaron a los principales pueblos que jugaban al ajedrez. Era jugado en un tablero con piezas fabricadas artesanalmente con madera aromática, ya que en los tiempos antiguos no se producía comercialmente. Tiene dos variantes: Shatar e Hiashatar. Se cree que la palabra Shatar deriva de la palabra Shatranj.

## Reglas

### Shatar
Se juega en un tablero de 8x8. La nomenclatura de las figuras es igual que la del ajedrez usual, sin embargo sus nombres y sus formas son diferentes. Los mongoles dan los siguientes nombres a sus piezas:
- Rey - Noyon (príncipe, duque).
- Reina - Ros (fantástico animal parecido a un perro grande).
- Caballo - Mori (caballo).
- Torre - Tereg (carro, vehículo).
- Alfil - Teme (camello).
- Peón - Fu (niño, joven).

Hay varias reglas en el juego de shatar, y los participantes suelen especificar estas reglas antes del comienzo del juego. La posición inicial de las piezas es la misma que en el ajedrez internacional, pero el primer paso debe hacerse solo con el peón de la reina, y solo 2 escaques hacia delante. Los movimientos de las piezas son los siguientes:
- Reina: Se mueve por las columnas y filas como una torre, y solo en diagonal al escaque vecino.
- Peón: Se mueve siempre un único escaque hacia adelante (con exclusión de la obligación primer paso del peón de la reina) y es ascendido a solo reina.
- Caballo: Se mueve igual que el ajedrez ortodoxo, no puede hacer jaque mate.
- Alfil: Se mueve igual que en el ajedrez ortodoxo.
- Torre: Se mueve igual que en el ajedrez ortodoxo.
- Rey: Se mueve igual que en el ajedrez ortodoxo.

Las piezas tienen, por regla general, los siguientes aspectos: 
- Rey: persona muy importante, sentada en trono o en palanquín.
- Caballo: caballo.
- Alfil: camello (pero a veces elefante).
- Torre: Carrito de dos ruedas.
- Reina y peón: Tienen la misma forma, pero diferentes tamaños; la reina es un gran perro, y el peón es un cachorro o un perro pequeño. Por lo tanto, el peón mongol es una reina pequeña. Esto nos recuerda que cada peón tiene la oportunidad de convertirse en reina. A veces, se representa a la reina como un gran felino.

Los caballos y camellos pueden tener distinciones sexuales: por un flanco son machos y sementales de pie, en los otros flancos, yeguas y camellos hembra. Las torres pueden estar representadas no solo por un carro, sino también por una rueda, por dragones, el ave Garuda, etc. Los peones se pueden representar no solo como perros (cachorros), sino también como leones o tigres cachorros, liebres y aves. 
El objetivo es hacer jaque mate al rey. Debido a que existen diferentes tipos de jaque en el shatar, se lo denomina de distintas formas: 
- Shak: Jaque de reina, torre o caballo.
- Touk (tuk): Jaque de alfil.
- Tsod (zod): Jaque de peón.

El Jaque solo es válido cuando es shak (es decir, hecho por la reina o torre), o una secuencia continua de jaques de los cuales al menos uno es shak, pero el jaque no puede ser de caballo. Por ejemplo, una secuencia de jaques de caballo, peón y alfil (el último jaque es jaque mate) es una victoria. Pero un jaque mate solo de alfil y / o peón, es un empate, niol. Si un jugador pierde todas las piezas excepto al rey es también un empate, pero con otro nombre: robado. 
A veces se puede jugar con variantes respecto a las reglas descritas anteriormente: El jaque mate de caballo es posible, pero no es bueno; el juego puede ser iniciado por el peón del rey; reina está a la derecha del rey, como resultado, los reyes no están en la misma columna, pero cada rey está enfrentado con la reina oponente, en la posición inicial siempre los peones se mueven solo 1 escaque hacia delante; el alfil se mueve en diagonal de uno a tres escaques.

### Hiashatar
|     | |     |     |     |     |     |     |     |     |
|     | \| \| \| \| \| \| \| \| \| \| \| \| \| \| \| \| \| \| \| \| \| \| \| \| \| \| \| \| \| \| \| \| \| \| \| \| \| \| \| \| \| \| \| \| \| \| \| \| \| \| \| \| \| \| \| \| \| \| \| \| \| \| \| \| \| \| \| \| \| \| \| \| \| \| \| \| \| \| \| \| \| \| \| \| \| \| \| \| \| \| \| \| \| \| \| \| \| \| \| \| \| \| \| \| \| \| \| \| \| \| |     |     |     |     |     |     |     |     |
|     | |     |     |     |     |     |     |     |     |
| a10 | b10 | c10 | d10 | e10 | f10 | g10 | h10 | i10 | j10 |
| a9  | b9 | c9  | d9  | e9  | f9  | g9  | h9  | i9  | j9  |
| a8  | b8 | c8  | d8  | e8  | f8  | g8  | h8  | i8  | j8  |
| a7  | b7 | c7  | d7  | e7  | f7  | g7  | h7  | i7  | j7  |
| a6  | b6 | c6  | d6  | e6  | f6  | g6  | h6  | i6  | j6  |
| a5  | b5 | c5  | d5  | e5  | f5  | g5  | h5  | i5  | j5  |
| a4  | b4 | c4  | d4  | e4  | f4  | g4  | h4  | i4  | j4  |
| a3  | b3 | c3  | d3  | e3  | f3  | g3  | h3  | i3  | j3  |
| a2  | b2 | c2  | d2  | e2  | f2  | g2  | h2  | i2  | j2  |
| a1  | b1 | c1  | d1  | e1  | f1  | g1  | h1  | i1  | j1  |

| a10 | b10 | c10 | d10 | e10 | f10 | g10 | h10 | i10 | j10 |
| a9  | b9  | c9  | d9  | e9  | f9  | g9  | h9  | i9  | j9  |
| a8  | b8  | c8  | d8  | e8  | f8  | g8  | h8  | i8  | j8  |
| a7  | b7  | c7  | d7  | e7  | f7  | g7  | h7  | i7  | j7  |
| a6  | b6  | c6  | d6  | e6  | f6  | g6  | h6  | i6  | j6  |
| a5  | b5  | c5  | d5  | e5  | f5  | g5  | h5  | i5  | j5  |
| a4  | b4  | c4  | d4  | e4  | f4  | g4  | h4  | i4  | j4  |
| a3  | b3  | c3  | d3  | e3  | f3  | g3  | h3  | i3  | j3  |
| a2  | b2  | c2  | d2  | e2  | f2  | g2  | h2  | i2  | j2  |
| a1  | b1  | c1  | d1  | e1  | f1  | g1  | h1  | i1  | j1  |

El hiashatar se juega en un tablero de 10×10. Las reglas del hiashatar son iguales a las del shatar, con las siguientes modificaciones: El rey, la torre y el alfil tienen el mismo movimiento de shatar. Sin embargo, los movimientos del peón y la reina tienen las siguientes diferencias de los de shatar: la reina se mueve como en el ajedrez internacional, es decir, combina los movimientos de torre y alfil; el peón puede ir desde la posición inicial hasta entre 1 y 3 espacios hacia delante, no hay obligación del primer paso como en shatar. En hiashatar no hay restricciones para el jaque mate, una característica de shatar (omisión de un jaque de caballo, etc.). No hay enroque.
En hiashatar hay una pieza extra que se ubica al lado del rey y la reina. Por eso mismo, hay dos peones extra. La pieza es el guardaespaldas. Por un lado, se trata de una pieza intermedia entre el rey y una reina: se mueve en cualquier dirección, como rey y reina, pero solo de 1 a 2 escaques. Captura de la misma forma. Pero además de que tiene una propiedad única: frena (retrasa) cualquier pieza en torno a sí. En los ocho escaques adyacentes a él, existe una zona de influencia, dentro de la cual todas las piezas se pueden mover solo un escaque por vez, es decir, al siguiente escaque. Lo que no está claro es cómo el caballo se mueve en la zona de influencia. Probablemente, en esa zona se vuelve simplemente inmóvil, o la zona no afecta a la misma pieza. Por otra parte, para capturar a los guardaespaldas una pieza debe estar en su zona de influencia, por lo tanto la captura de los guardaespaldas es, al parecer, un caso extremadamente raro. Si el guardaespaldas ataca al rey, el rey no puede ser tomado por el guardaespaldas. Por lo tanto, si cada jugador tiene solo su rey y su o sus guardaespaldas, es un empate.